# Kantai Collection
Kantai Collection (艦隊これくしょん, Kantai Korekushon), afgekort tot KanColle, is een Japans computerspel ontwikkeld door Kadokawa Games en uitgegeven door DMM Games als browserspel. Het verzamelkaartspel ging online op 23 april 2013.
Het browserspel groeide uit tot een populaire mediafranchise, met een manga- en animeserie en een film gebaseerd op het spel. Er verscheen in 2016 een port voor de PlayStation Vita.

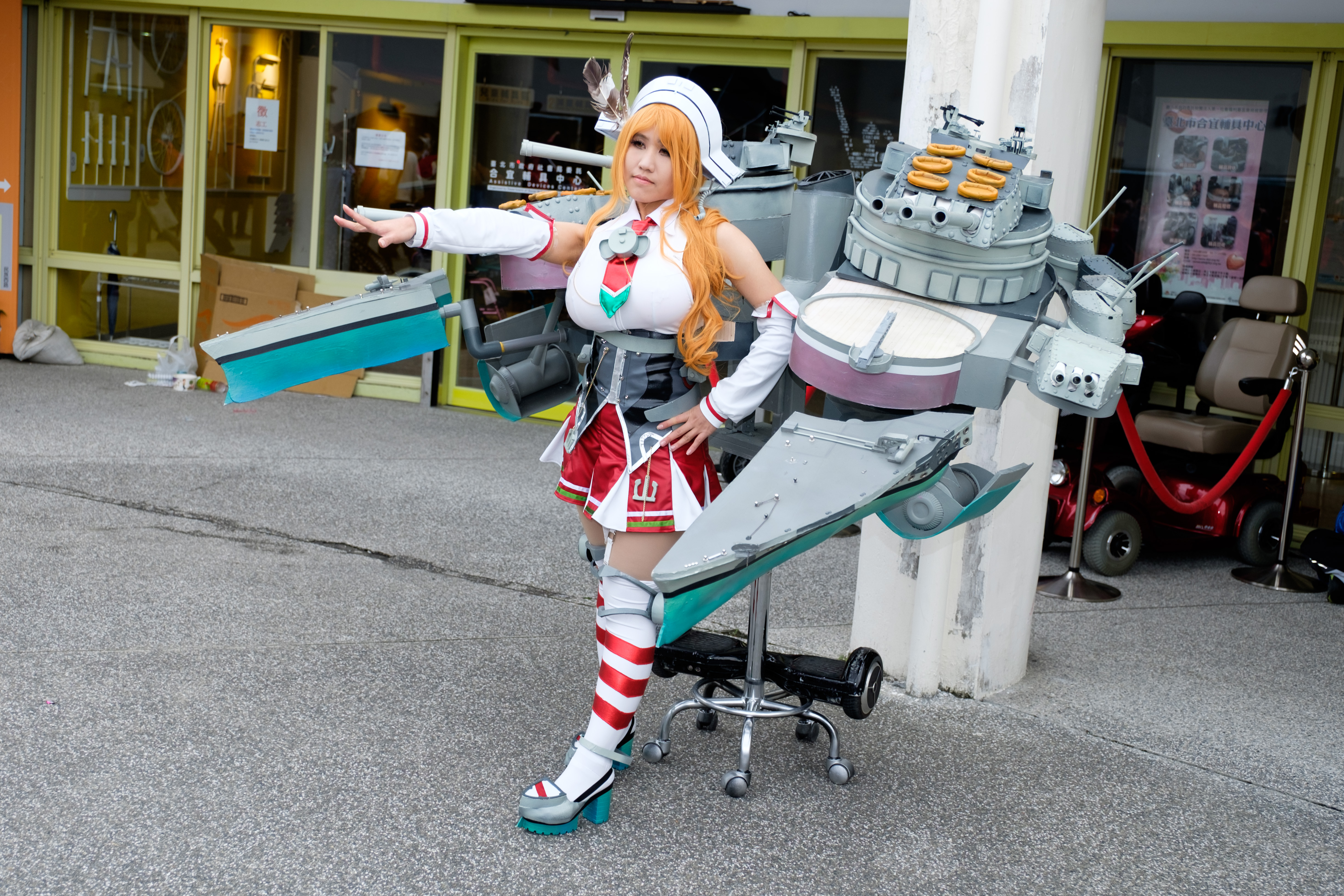
Een spelfiguur op de FF27-beurs van 2016.

## Spel
Het online spel draait om het winnen van verschillende zeeslagen met voornamelijk oorlogsschepen van de Japanse keizerlijke marine ten tijde van de Pacifische oorlog. De oorlogsschepen worden afgebeeld als getekende animemeisjes met de uiterlijke kenmerken van elk schip.
De speler kan de schepen strategisch inzetten, de strijd zelf verloopt automatisch. In het spel worden achtereenvolgens verschillende kaarten ontgrendeld, waardoor ervaringspunten kunnen worden verzameld. Dit levert in latere gevechten voordelen.
Men moet grondstoffen leveren om de constructie van nieuwe schepen mogelijk te maken. Dit gebeurt door het voltooien van missies. Bestaande schepen kunnen ook worden opgeofferd om de materialen te hergebruiken.

## Andere media
In oktober van 2013 verscheen er een mangaserie in boekvorm gebaseerd op het computerspel. De serie is geschreven door Sakae Saitō en uitgegeven door Media Factory.
In 2015 verscheen er ook een animeserie op de Japanse televisiezenders Tokyo MX en KBS Kyoto. De serie is uitgezonden van 8 januari tot 26 maart 2015 en is geregisseerd door Keizo Kusakawa.
Op 26 november 2016 werd een film uitgebracht in Japanse bioscopen onder de titel "Gekijouban Kantai Collection: KanColle".
Eind 2022 ging er een tweede animeserie van start.

## Ontvangst
Het spel werd positief ontvangen bij fans en had in april 2015 bijna drie miljoen spelers. De hoeveelheid fanart zag eveneens een sterke groei met 345.000 verschillende tekeningen geüpload op Pixiv, een website voor grafisch artiesten.
Tijdens Comiket 85 waren er 1136 dojinshi die werken uitbrachten voor Kantai Collection. De serie kwam daarbij op de derde plek van meest populaire materiaal tijdens het evenement.
Op 14 januari 2015 verscheen een vergelijkbaar spel onder de titel Touken Ranbu, waarin historische zwaarden zijn afgebeeld als animejongens.